# Харук, Олег Васильевич
Харук Олег Васильевич (29 июня 1969, Свердловск, Луганская область, УССР, СССР) — российский телевизионный продюсер, автогонщик, писатель, победитель конкурса Предприниматель года в России 2016 в номинации «Торговля», основатель компании LEOMAX, участвовал как пилот в Европейской серии GT4 и чемпионате России по кольцевым гонкам в классе Туринг.

## Образование
В 1993 году окончил электромеханический факультет Московского Государственного Горного университета (сегодня — Горный институт НИТУ «МИСиС»), по специальности инженер-электромеханик.
В 1999 году окончил институт телевидения и кинематографии Trebas Institute (Торонто, Канада) по специальности продюсер кино и телевидения.

## Продюсерская деятельность
Первый продюсерский опыт, Харук получил на телеканале ATN (Канада), в январе 2001 года, в качестве исполнительного продюсера, Харук провел 24-часовой телемарафон в поддержку пострадавших от землетрясения в Гуджарат (Индия). В марафоне приняли участие известные артисты и политики Канады, в том числе премьер-министр Канады Жан Кретьен.
Харук был автором и продюсером телешоу «Субботнее утро» на канадском телевидении, а также организовывал концертные туры российских артистов в Канаде.
В 2006 году вернулся в Россию и через несколько лет создал свой первый телеканал «Стиль и мода». Главным редактором телеканала был известный модельер Валентин Юдашкин. В октябре 2012 «Стиль и Мода» получил награду — национальную премию «Золотой Луч 2012».
Харук был автором и продюсером 60-серийного комедийного сериала о закулисной жизни телевидения «Наш Домашний Магазин» для телеканала Домашний.
В 2020 году написал книгу «Магазин под диваном» в жанре авантюрного романа.

## Предпринимательская деятельность
В 2009 году Олег Харук создал компанию LEOMAX, которая занимается торговлей товарами народного потребления. В 2013 году инвестиционная компания One Equity Partners, подразделение JP Morgan, сделала предложение о покупке 51 % доли LEOMAX оценив компанию в 280 миллионов долларов, но сделка не была закрыта.
В настоящее время, LEOMAX консолидирует малые и средние компании электронной коммерции, увеличивая свою долю на рынке за счёт поглощения продавцов товаров на маркетплейсах. В 2021 году стало известно о намерении LEOMAX провести IPO на Московской фондовой бирже.
Компания входит в тройку крупнейших рекламодателей на Российском телевидении и является одним из крупнейших агрегаторов брендов России.

## Спортивная карьера
Кандидат в Мастера спорта по плаванию.
Победитель 12-часовой гонки Gulf 12 Hours 2018, проходившей в Абу-Даби в своём классе (GT4).
В 2018 году пилот чемпионата Европы по автогонкам в классе GT4.
Победитель 4-часовой автогонки Baltic Endurance Championship 2017 в своём классе.
9-е место в Чемпионате России по кольцевым автогонкам 2016 в классе Туринг.
Финишер Ironman 70,3 Mallorca 2015 (Испания) — соревнования на выносливость по триатлону.

## Благотворительная деятельность
Олег Харук создал благотворительный фонд Святого Николая с целью оказания помощи бездомным. Зимой 2014 года фонд помог более 8000 бездомным, предлагая ночлег, питание и медицинскую помощь.
В 2014 году Фонд профинансировал автопробег "Надежда". В 10 городах России были организованы пункты выдачи одежды, обуви, медикаментов и продуктов питания для бездомных.

## Звания и награды
В 2016 году Харук стал победителем Международного конкурса Предприниматель года в России в номинации «Торговля».

## Личная жизнь
Живет в Лондоне, женат, трое детей.